# Euseius neolokele
Euseius neolokele är en spindeldjursart som beskrevs av Moraes, Ueckermann och Oliveira 200. Euseius neolokele ingår i släktet Euseius och familjen Phytoseiidae. Inga underarter finns listade i Catalogue of Life.